# (18395) Schmiedmayer
(18395) Schmiedmayer (1992 SH2) – planetoida z pasa głównego okrążająca Słońce w ciągu 3,75 lat w średniej odległości 2,41 j.a. Odkryta 21 września 1992 roku.